# World Bodypainting Association
Die World Bodypainting Association (abgekürzt WBA) ist die Vereinigung der Bodypainter (engl. Körpermaler). Sie vertritt Künstler nach außen, organisiert Workshops und verbindet Künstler und Modelle. Teil der WBA ist die organisatorische Beteiligung am World Bodypainting Festival, das von 1998 bis 2010 in Seeboden am Millstätter See veranstaltet wurde und von 2011 bis 2016 in Pörtschach am Wörthersee. Seit 2017 wird das WBF in Klagenfurt am Wörthersee ausgetragen.

## Geschichte
Die Vereinigung wurde am 12. Oktober 2001 in Österreich durch Alex Barendregt als Europäische Bodypainter Vereinigung EBPA (European Body Painting Association) gegründet. Aufgrund der verstärkten Teilnahme von internationalen Künstlern nannte sich die ebpa 2004 in World Bodypainting Association um.
Die Vereinigung ist aufgrund des jährlich stattfindenden World Bodypainting Festivals entstanden, fokussiert jedoch auf die Vernetzung von Künstlern und Bodypainting Interessierten.
Das Ziel der WBA ist es Körpermalerei als Kunstform zu etablieren. In den letzten Jahren gelang dies auch und die Anzahl von Aktivitäten aber auch Firmen, die sich damit beschäftigen wächst ständig.
Gemeinsame Aktivitäten auf nationaler und internationaler Ebene werden unterstützt. 
Die World Bodypainting Association verzeichnete im Jahr 2010 500 Mitglieder aus vielen europäischen Ländern und aus Übersee. Sie vertritt die Interessen von Künstlerinnen und Künstlern, die das Bodypainten zum Beruf gemacht haben oder dies als Hobby ausüben.
Neben den Künstlern sind auch Fotografen, Modelle, Videofilmer aktive oder passive Mitglieder der Vereinigung.